# Пакажа

Пакажа на карте штата.

Пакажа (порт. Pacajá) — муниципалитет в Бразилии, входит в штат Пара. Составная часть мезорегиона Юго-запад штата Пара. Входит в экономико-статистический микрорегион Алтамира. Население составляет 39 979 человек на 2010 год. Занимает площадь 11 832,330 км². Плотность населения — 3,38 чел./км².

## История
Город основан 10 мая 1988]] года. 

## Демография
Согласно сведениям, собранным в ходе переписи 2010 г. Национальным институтом географии и статистики (IBGE), население муниципалитета составляет:
| Полное население                               | Полное население                               | Полное население                               | Полное население                               | 39 979 |
| ---------------------------------------------- | ---------------------------------------------- | ---------------------------------------------- | ---------------------------------------------- | ------ |
| в том числе:                                   | Городское население                            | 13 747                                         | Процент городского населения, %                | 34,39  |
|                                                | Сельское население                             | 26 232                                         | Процент сельского населения, %                 | 65,61  |
|                                                | Мужское население                              | 21 599                                         | Процент мужского населения, %                  | 54,03  |
|                                                | Женское население                              | 18 380                                         | Процент женского населения, %                  | 45,97  |
| Плотность населения, чел/км²                   | Плотность населения, чел/км²                   | Плотность населения, чел/км²                   | Плотность населения, чел/км²                   | 3,38   |
| Население муниципалитета в % к населению штата | Население муниципалитета в % к населению штата | Население муниципалитета в % к населению штата | Население муниципалитета в % к населению штата | 0,53   |

По данным оценки 2015 года, население муниципалитета составляет 44 778 жителей.

## Статистика
- Валовой внутренний продукт на 2003 год составляет 114 064 662,00 реалов (данные: Бразильский институт географии и статистики).
- Валовой внутренний продукт на душу населения на 2003 год составляет 3786,00 реалов (данные: Бразильский институт географии и статистики).
- Индекс развития человеческого потенциала на 2000 год составляет 0,661 (данные: Программа развития ООН).

## Важнейшие населенные пункты
| № | Населённый пункт   | Населённый пункт (порт.) | Категория | Население чел. (2010) | На карте                       |
| - | ------------------ | ------------------------ | --------- | --------------------- | ------------------------------ |
| 1 | Пакажа             | Pacajá                   | город     | 13 747                | 3°49′54″ ю. ш. 50°38′17″ з. д. |
| 2 | Аратау             | Aratau                   | поселок   | 1238                  | 3°51′54″ ю. ш. 50°26′50″ з. д. |
| 3 | Бон-Жардин         | Bom Jardim               | поселок   | 1230                  | 3°39′37″ ю. ш. 50°57′30″ з. д. |
| 4 | Назаре             | Nazaré                   | поселок   | 708                   | 3°33′35″ ю. ш. 51°05′28″ з. д. |
| 5 | Вила-Мануэл-Байану | Vila Manoel Baiano       | поселок   | 160                   | 3°32′08″ ю. ш. 51°08′06″ з. д. |
| 6 | Вила-Моса-Бонита   | Vila Moça Bonita         | поселок   | 146                   | 3°42′54″ ю. ш. 50°12′58″ з. д. |
| 7 | Вила-Монти-Кристу  | Vila Monte Cristo        | поселок   | 64                    | 3°20′59″ ю. ш. 50°06′31″ з. д. |